# Конвенція про маркування пластичних вибухових речовин з метою їх виявлення
Конвенція про маркування пластичних вибухових речовин з метою виявлення — багатосторонній антитерористичний договір, метою якого є заборона та запобігання виробництву або зберіганню немаркованих пластикових вибухових речовин.

## Зміст
Держава, яка ратифікувала Конвенцію, погоджується заборонити виробництво, зберігання, транспортування або ввезення на свою територію немаркованих пластикових вибухових речовин. Пластичні вибухові речовини не заборонені договором, але він вимагає, щоб під час їх виробництва їх маркували хімічною міткою (зазначеною в технічному додатку договору), що може полегшити ідентифікацію в майбутньому.
Конвенція також засновує Міжнародну технічну комісію з вибухових речовин, яка складається з експертів у галузі виробництва вибухових речовин і їх виявлення. Комісія може пропонувати поправки до Технічного додатку договору.

## Висновки та ратифікації
Конвенція була укладена на Міжнародній конференції МОЦА з повітряного права в Монреалі 1 березня 1991 року. Вона набула чинності 21 червня 1998 року після того, як її ратифікували 35 держав, що підписали її.
Станом на жовтень 2018 року Конвенцію ратифікували 155 держав, у тому числі 154 країни-члени Організації Об'єднаних Націй та Ніуе.